# Paul Meyer (clarinettista)
Paul Meyer (Mulhouse, 5 marzo 1965) è un clarinettista e direttore d'orchestra francese.

## Biografia
Dopo aver cominciato lo studio del clarinetto al Conservatorio di Mulhouse sotto la guida di Henri Cianferani, prosegue al Conservatorio nazionale superiore di musica di Parigi, al quale viene ammesso a 14 anni e, due anni più tardi, consegue i diplomi in Clarinetto e Musica da Camera. Si perfeziona in seguito alla Musik-Akademie der Stadt Basel, (Musikhochschule di Basilea), con Hans Rudolf Stalder.
Si esibisce per la prima volta in concerto all'età di tredici anni con l'Orchestre Symphonique du Rhin. Comincia una carriera solistica dopo aver conseguito la medaglia d'argento alla prima edizione dell'Eurovision Young Musicians nel 1982, e l'Young Concert Artists Competition a New York nel 1984.
A 18 anni, nel 1983, è primo clarinetto solista all'Orchestra dell'Opéra national de Lyon. Nel 1984, entra nell'Ensemble InterContemporain sotto la direzione di Pierre Boulez. Nel 1985, è primo clarinetto solista dell'Orchestre de l'Opéra national de Paris; vi resterà per tre anni.
Ha collaborato con molte grandi orchestre e con i grandi compositori contemporanei, qualiLuciano Berio, Dennis Russell Davies, Michael Gielen, Hans Graf, Günther Herbig, Marek Janowski, Emmanuel Krivine, Jerzy Maksymiuk, Yehudi Menuhin, Kent Nagano, Esa-Pekka Salonen, Heinrich Schiff, Ulf Schirmer, Michael Schønwandt e David Zinman.
Insieme al flautista Emmanuel Pahud e al pianista Eric Le Sage è cofondatore del Festival internazionale di musica da camera di Provenza.
Paul Meyer, nel corso di 6 anni, ha anche partecipato allo sviluppo di un nuovo clarinetto, chiamato la Divine del produttore Buffet Crampon.

### Direttore d'orchestra
Paul Meyer si dedica sempre più alla direzione d'orchestra, in particolare con l'Orchestre philharmonique de Radio France, l'Ensemble orchestral de Paris, le Orchestre di Bordeaux, Nizza e Tolosa, l'English Chamber Orchestra, la Scottish Chamber Orchestra, l'Orchestra da camera di Ginevra, l'Orchestra di Padova e del Veneto, e molte altre.
Nel 2012, registra l'integrale dei concerti per clarinetto di Louis Spohr con l'Orchestra da camera di Losanna, che egli stesso dirige per l'occasione.

## Discografia
- 1990: Johannes Brahms: Sonate Op. 120 n. 1 e 2, Carl Maria von Weber: Gran Duo Concertante Op. 48, Paul Meyer, François-René Duchâble pianoforte, Erato 2292-45480-2
- 1991: Carl Maria von Weber: Concerti per clarinetto e orchestra (op. 73 e 74), Concertino op. 26, Gran Duo concertante per clarinetto e pianoforte, cl. Walter Boeykens, Paul Meyer, pianoforte François-René Duchâble, Rotterdams Philharmonisch Orkest diretta da James Conlon, Apex
- 1992: Carl Maria von Weber, 2 Concerti e Concertino per clarinetto e orchestra, Royal Philharmonic Orchestra diretta da Günther Herbig, Denon CO-79551
- 1992: Musica per clarinetto e pianoforte di Camille Saint-Saëns, Claude Debussy, Ernest Chausson, Darius Milhaud, Francis Poulenc e Arthur Honegger, Éric Le Sage pianoforte, Denon CO-79282
- 1993: Wolfgang Amadeus Mozart, Concerto per clarinetto e orchestra K 622, Ferruccio Busoni, Concertino per clarinetto e piccola orchestra, Aaron Copland, Concerto per clarinetto e orchestra d'archi con arpa e pianoforte, English Chamber Orchestra diretta da David Zinman, Denon CO-75289
- 1994: Ignaz Pleyel, Franz Danzi, Clarinet Concertos; Sinfonia Concertante per flauto e clarinetto, direzione e flauto Jean-Pierre Rampal, Frantz Liszt Chamber Orchestra, Denon
- 1994: Robert Schumann, Musiche per clarinetto e pianoforte, Eric Le Sage pianoforte, Denon CO-75960
- 1994: Musiche del XX secolo per clarinetto solo di Stravinsky, Luciano Berio, Karl-Heinz Stockhausen, André Jolivet, Olivier Messiaen, Pierre Boulez, Denon CO-78917
- 1995: Robert Fuchs, Quintetto in Mi bemolle maggiore op. 102, Carl Maria von Weber,  Quintetto in Si bemolle maggiore op. 34 per clarinetto e archi; Carmina Quartet Denon CO-78801
- 1998: Rencontre - Duos Pour Clarinette, di: Anonimo, Carl Philipp Emanuel Bach, Jean-Jacques Rousseau, Franz Joseph Haydn, Michel Yost, Wolfgang Amadeus Mozart, clarinetti Michel Portal e Paul Meyer EMI Classics 7243 5 56732 2 0
- 2000: Olivier Messiaen: Quatuor pour la fin du temps, Gil Shaham violino, Paul Meyer clarinetto, Jian Wang violoncello, Myung-Whun Chung pianoforte, Deutsche Grammophon 2000
- 2001: Max Bruch, Musica per clarinetto e viola, Gérard Caussé viola, François-René Duchâble pianoforte, Lyon Opera Orchestra diretta da Kent Nagano Erato
- 2001: Johannes Brahms, Sonate per clarinetto e pianoforte op. 120 n. 1 e 2; Sonata per pianoforte op. 5 n. 3, Éric Le Sage pianoforte, RCA Red Seal 74321 877602
- 2002: Wolfgang Amadeus Mozart, Concerti per pianoforte e orchestra n. 9 e 27, Jean-Marc Luisada pianoforte, Orchestra di Padova e del Veneto diretta da Paul Meyer, RCA Red Seal 74321 911572
- 2003: Camille Saint-Saëns: Il carnevale degli animali, altre musiche da camera, Settimino op. 65, vl. Renaud Capuçon e Esther Hoppe; vcl. Gautier Capuçon, fl. Emmanuel Pahud, cl. Paul Meyer, pf. Frank Braley e Michel Dalberto; tr. David Guerrier, arpa Marie-Pierre Langlamet, perc. Florent Jodelet, vla. Béatrice Muthelet, cb. Janne Saksala; Virgin Classics 7243 5 45603 2 3
- 2009: Carl Reinecke: Trii, pf. Éric Le Sage, cl. Paul Meyer, corno Bruno Schneider, oboe Francois Leleux, Vla. Antoine Tamestit, RCA Red Seal, Sony Music 88697 607212
- 2012: Louis Spohr: 4 concerti per clarinetto e orchestra (op. 26, 57, 19, 20), Orchestra da camera di Losanna diretta da André Goy, Alpha Productions ALPHA 605
- 2014: Laurent Lefrançois, Balnéaire - Chamber Music, Evidence (7) EVCD005
- 2017: Cello Abbey (Thierry Escaich, Baroque Song, orchestra dell'Opéra National de Lyon diretta da Alexandre Bloch, Sony Classical 88985430192
- 2017: William Walton, Concerto per violoncello e orchestra; Ina Boyle: Elegia per violoncello e orchestra; Edward Elgar: Concerto in Mi minore per violoncello op. 85); Nadège Rochat violoncello, Staatskapelle Weimar diretta da Paul Meyer, Ars Produktion ARS 38 221
- 2018: Ludwig van Beethoven: Trii per clarinetto, violonello e pianoforte op. 11 e op. 38, pf. Eric Le Sage, cl. Paul Meyer, vcl. Claudio Bohórquez, Alpha Classics Alpha 405 Serie: Le Salon De Musique
- 2019: Carl Stamitz, Concerti per clarinetto e orchestra nn.3, 4 e 5, Kurpfälzisches Kammerorchester diretta da Johannes Schlaefli, cpo 555 053-2
- 2020: Vienne 1900 (musiche da camera di: Erich Wolfgang Korngold, Alexander von Zemlinsky, Gustav Mahler, Alban Berg, Arnold Schoenberg), vcl. Zvi Plesser, vl. Daishin Kashimoto, cl. Paul Meyer, fl. Emmanuel Pahud, pf. Éric Le Sage, Alpha Productions ALPHA 588 Serie: Le Salon De Musique 2 x CD, Album